# Teodolinda
Teodolinda o Teodelinda (c. 570-628) fue una princesa de origen germánico, hija del duque Garibaldo I de Baviera, reina consorte de los lombardos, regente durante la minoría de edad de su hijo Adaloaldo y cogobernante cuando alcanzó la mayoría de edad, de 616 a 626, por lo que durante más de treinta años ejerció gran influencia en el reino. Desde su beatificación, se le conmemora dentro del santoral cristiano el 22 de enero.

## Historia
Casada inicialmente en 589 con Autario, rey de los lombardos, hijo del rey Clefi. Cuando Autario murió en 590, a Teodelinda se le permitió que tomara por esposo en 591 a Agilulfo, sucesor de Autario. Después de ello, ejerció mucha influencia en restaurar el cristianismo  niceno (que posteriormente en 1054 se dividiría a causa del Cisma de Oriente y Occidente en la Iglesia católica y la Iglesia ortodoxa) a una posición de primacía en Italia con respecto a su rival, el cristianismo arriano. La reina Teodolinda pasó mucho tiempo en Lierna a orillas del lago de Como.
Si bien Agilulfo conservó la fe arriana, permitió que su hijo y sucesor fuera bautizado en la fe católica, y Teodelinda comenzó a construir monasterios e iglesias en Lombardía y Toscana. Entre estas se encuentran la Catedral de Monza y el primer Baptisterio de Florencia. Todos ellos fueron dedicados a San Juan el Bautista.
El famoso tesoro de Monza aloja la Corona de Hierro de Lombardía y la theca persica, que contiene un texto del Evangelio de Juan, enviado a Teodelinda para su hijo Adaloaldo por el papa Gregorio I (590-604), con quien mantuvo frecuente correspondencia, siendo algunas de estas cartas registradas por el historiador Pablo el Diácono en el siglo VIII. Otro regalo de este papa a la reina lombarda fue un encolpion (reliquiario) en forma de cruz conteniendo un fragmento de la Vera Cruz.

## Las artes
La historia de la reina y su conexión con la famosa Corona de Hierro de Lombardía es narrada en los frescos pintados en la Capilla de Teodelinda en la Catedral de Monza, una obra de los artistas Ambrogio y Gregorio Zavattari (1444).